# (33413) Alecsun
(33413) Alecsun est un astéroïde de la ceinture principale.

## Description
(33413) Alecsun est un astéroïde de la ceinture principale. Il fut découvert le 10 février 1999 à Socorro (Nouveau-Mexique) par le projet LINEAR. Il présente une orbite caractérisée par un demi-grand axe de 2,38 UA, une excentricité de 0,10 et une inclinaison de 4,0° par rapport à l'écliptique.